# Робін Танні
Робін Танні (англ. Robin Tunney; нар. 19 червня 1972) — американська кіноактриса. Відома своєю роллю агента Терези Лісбон у серіалі «Менталіст» (2008—2015), а також ролями у таких фільмах як: «Заморожений каліфорнієць» (1992), «Магазин „Імперія“» (1995), «Чаклунство» (1996), «Кінець світу» (1999), «Наднова» та «Вертикальна межа» (2000). Крім того, з'явилася і в телевізійному серіалі «Втеча з в'язниці» (2005—2006).

## Біографія
Народилася в місті Чикаго, штат Іллінойс, в сім'ї продавця автомобілів і барменки. Батьки Робін — ірландці, її батько емігрував з Ірландії, а мати — дочка ірландських емігрантів. Своє дитинство провела в Орланд Парку, південно-західному передмісті Чикаго. Виховувалася в католицькому дусі. Навчалася в середній школі Карла Сендбурга (Carl Sandburg High School) та в Чиказькій академії мистецтв (Chicago Academy for the Arts).
У дев'ятнадцять років переїхала до Лос-Анджелеса та отримала декілька телевізійних ролей («Клас 96», «Закон та порядок», «Як у кіно», «Життя триває»). Здійснила свій акторський прорив, зігравши суїцидального підлітка з поголеною головою у фільмі «Магазин „Імперія“» та привернула подальшу увагу своєю роллю відьми у фільмі «Чаклунство».
1997 року разом із Генрі Томасом знялася у фільмі «Ніагара, Ніагара» (режисер Боб Госсе — тодішній чоловік акторки) та удостоїлася Кубка Волпі в номінації «найкраща акторка» на Венеціанському кінофестивалі цього ж року. Разом із Арнольдом Шварценеггером з'явилася в бойовику «Кінець світу» 1999 року. 
У пілотному епізоді серіалу «Доктор Хаус», Робін  виконала роль виховательки дитсадка, яка знепритомніла перед дітьми та зрештою втратила мову (афазія). Також акторка зіграла роль Вероніки Донован у першому сезоні серіалу «Втеча з в'язниці» та роль агента Терези Лісбон у серіалі «Менталіст»(2008 - 2015 рік).
У 2018 році вона зіграла головну роль у трилері "Зеркало" разом з Ніколасом Кейджем, який був негативно сприйнятий, хоча її гра заслужила похвалу.
У 2019 році вона знялася в короткометражному юридичному драматичному серіалі "Правосуддя".

## Особисте життя
4 жовтня 1997 року Робін одружилася з режисером Бобом Госсе. 2006 року вони розлучились. А 2009 року Танні оголосила про свої заручини з австралійським письменником та режисером Ендрю Домініком, але вже в серпні 2010 року вони розійшлись. 25 грудня 2012 року, під час відпочинку в Ріо-де-Жанейро, акторка заручилася з дизайнером Нікі Марметом. У липні 2016 року у них народився син Оскар, у січні 2020-го — дочка Колет Кетлін.
У фіналі 8 сезону телегри «Celebrity Poker Showdown», де зірки грають у покер, Танні посіла друге місце, заробивши 200 000 доларів для Фонду дитячого здоров'я (Children's Health Fund).
У 2015 році Робін була пов'язана з актором Педро Паскалем.  Приблизно тоді вони разом працювали над «Менталістом».  Педро та Робін були сфотографовані разом під час прогулянки Голлівудом у липні 2015 року.  Через два місяці вони разом відвідали афтепаті HBO Emmy Awards 2015. Проте ні від Педро, ні від Робін, підтвердження їх відносин не було.

## Фільмографія
| Рік       |    | Українська назва                          | Оригінальна назва                           | Роль               |
| --------- | -- | ----------------------------------------- | ------------------------------------------- | ------------------ |
| 2020      | ф  |                                           | Horse Girl                                  | Агата Кейн         |
| 2019      | с  | Правосуддя                                | The Fix                                     | Мая Тревіс         |
| 2018      | ф  |                                           | Monster Party                               | Роксана Доусон     |
| 2018      | с  |                                           | Insatiable                                  | Бренділін Г'юдженс |
| 2018      | ф  |                                           | Looking Glass                               | Меггі              |
| 2016      | с  | Кохання (телесеріал)                      | Love                                        | Вейверлі           |
| 2015      | ф  | Всі мої американці                        | My All American                             | Глорія Стейнмарк   |
| 2012      | ф  | Знайти своє щастя                         | See Girl Run                                | Еммі               |
| 2009      | ф  | Місце пасажира                            | Passenger Side                              | Тереза             |
| 2008      | ф  | Палаюча рівнина                           | The Burning Plain                           | Лаура              |
| 2008      | ф  | Серпень                                   | August                                      | Мелані Генсон      |
| 2008      | тф | Два містера Кіселя                        | The Two Mr. Kissels                         | Ненсі Кішин        |
| 2008—2015 | с  | Менталіст                                 | The Mentalist                               | Тереза Лісбон      |
| 2007      | мс | Робоцип                                   | Robot Chicken                               | різні ролі         |
| 2006      | ф  | Смерть супермена                          | Hollywoodland                               | Леонор Леммон      |
| 2006      | ф  | Премія Дарвіна                            | The Darwin Awards                           | Зоя                |
| 2006      | ф  | Відкрите вікно                            | Open Window                                 | Іззі Фієлдсон      |
| 2005      | ф  | Зодіак                                    | The Zodiac                                  | Лаура Періш        |
| 2005      | ф  | Втеча                                     | Runaway                                     | Карлі              |
| 2005—2006 | с  | Втеча з в'язниці                          | Prison Break                                | Вероніка Донован   |
| 2004      | с  | Доктор Хаус                               | House M.D.                                  | Ребекка Адлер      |
| 2004      | ф  | Тінь страху                               | Shadow of Fear                              | Вінн Френч         |
| 2004      | ф  | Папарацці                                 | Paparazzi                                   | Еббі Ларамі        |
| 2003      | ф  | Весільна вечірка                          | The In-Laws                                 | Ангела Гарріс      |
| 2003      | с  | Зона сутінків                             | The Twilight Zone                           | Еді Дюран          |
| 2002      | ф  | Таємне життя дантистів                    | The Secret Lives of Dentists                | Лаура              |
| 2002      | ф  | Черіш                                     | Cherish                                     | Зоя                |
| 2001      | ф  | Досліджуючи секс                          | Investigating Sex                           | Зоя                |
| 2000      | ф  | Вертикальна межа                          | Vertical Limit                              | Енні Гарретт       |
| 2000      | ф  | Наднова                                   | Supernova                                   | Даніка Ланд        |
| 1999      | ф  | Кінець світу                              | End of Days                                 | Крістіна Йорк      |
| 1998      | тф | Жорстоке місто: Правосуддя з кулею        | Naked City: Justice with a Bullet           | Меррі Кофман       |
| 1998      | тф | Рятувальники: Історії мужності: Дві сім'ї | Rescuers: Stories of Courage: Two Families  | Мелвіна            |
| 1998      | ф  | Монтана                                   | Montana                                     | Кітті              |
| 1997      | ф  | Джуліан По                                | Julian Po                                   | Сара               |
| 1997      | ф  | Ніагара, Ніагара                          | Niagara, Niagara                            | Марсі              |
| 1996      | ф  | Чаклунство                                | The Craft                                   | Сара Бейлі         |
| 1996      | тф | Вершники полинових прерій                 | Riders of the Purple Sage                   | Елізабет Ерне      |
| 1995      | ф  | Магазин «Імперія»                         | Empire Records                              | Дебра              |
| 1994      | с  | Закон і порядок                           | Law & Order                                 | Джилл Темплтон     |
| 1993      | с  | Як у кіно                                 | Dream On                                    | Мерібет            |
| 1993      | с  |                                           | Cutters                                     | Дебора Харт        |
| 1993      | с  | Клас 96                                   | Class of '96                                | Лінда Міллер       |
| 1993      | тф | Зухвала юність                            | J.F.K.: Reckless Youth                      | Кетлін Кеннеді     |
| 1992      | ф  | Заморожений каліфорнієць                  | Encino Man                                  | Елла               |
| 1992      | тф | Перрі Мейсон: Справа безрозсудного Ромео  | Perry Mason: The Case of the Reckless Romeo | Сандра Тернер      |
| 1991      | тф | Жаби!                                     | Frogs!                                      | Hannah             |
| 1991      | с  | Життя триває                              | Life Goes On                                | Мері               |
| 1991      | с  | CBS Особливі шкільні канікули             | CBS Schoolbreak Special                     | Брук               |